# Землянов, Михаил Григорьевич
Михаи́л Григо́рьевич Земля́нов — российский учёный, доктор физико-математических наук, в 1993—2001 гг. заместитель директора Института сверхпроводимости и физики твёрдого тела Курчатовского института, лауреат Государственной премии СССР.

## Биография
Родился 18 февраля 1928 года.
В октябре 1948 году с третьего курса одного из харьковских вузов перевёлся в Харьковский университет на ядерное отделение физико-математического факультета, которое окончил в декабре 1950 года.
С февраля 1951 года работал в ИАЭ (Курчатовский институт): младший, старший научный сотрудник, в 1993—2001 гг. — заместитель директора Института сверхпроводимости и физики твёрдого тела Курчатовского института; с 2001 года ─ ведущий научный сотрудник этого же института.
Область научных интересов — исследование свойств твердого тела и сверхпроводимости.
В 1986 году защитил докторскую диссертацию на тему: «Развитие методов нейтронной спектроскопии и исследование влияния электронов проводимости на фононные спектры металлов и сплавов».
Доктор физико-математических наук, учёное звание — старший научный сотрудник.
Лауреат Государственной премии СССР 1986 года (в составе коллектива) — за цикл работ «Новые методы исследования твёрдого тела на основе рассеяния нейтронов стационарных ядерных реакторов» (1961—1984).